# Rosa Liste
Rosa Liste ist die Bezeichnung für Listen, die von Strafverfolgungsbehörden geführt werden und der Sammlung von Daten über – tatsächliche oder vermeintliche – Homosexuelle dienen. Der Begriff ist vermutlich in Anlehnung an Schwarze Liste gebildet. Seit dem Kaiserreich gab es in Deutschland Listen von männlichen Homosexuellen, die die Polizei angelegt hatte, um die Verfolgung von Straftaten gegen § 175 zu erleichtern.

## Die Entstehung derRosa Listen
Die Erfassung, Bearbeitung und Verfolgung von Straftaten sowie die präventive Verbrechensbekämpfung wurden im Laufe des 19. Jahrhunderts zunehmend bei der Kriminalpolizei konzentriert. Sie nutzte schon früh die Möglichkeiten von Wissenschaft und Technik für ihre Arbeit. In Deutschland setzte sie seit den 1870er Jahren die Fotografie ein, seit den 1890er Jahren ein von dem französischen Kriminalisten Alphonse Bertillon entwickeltes Messverfahren, das unveränderliche Körpermerkmale erfasste, schließlich seit Anfang des 20. Jahrhunderts das Fingerabdruckverfahren (Daktyloskopie). Diese kriminaltechnischen Methoden führten dazu, dass Listen und Karteien angelegt wurden, die schon bald in Spezialkarteien untergliedert wurden.
Bereits im 19. Jahrhundert entstanden erste „Homosexuellenlisten“ bzw. „Listen der homosexuell Verdächtigen“ – so die seit dem Ende des 19. Jahrhunderts üblichen Bezeichnungen. Weibliche Homosexuelle wurden darin allerdings nicht registriert, da § 175 sexuelle Handlungen zwischen Frauen nicht mit Strafe bedrohte.
Der Begriff Rosa Liste entstand vermutlich erst nach der Zeit des Nationalsozialismus, in Anlehnung an den Rosa Winkel, den männliche Homosexuelle in den Konzentrationslagern tragen mussten.

## Kaiserreich
Zum ersten Mal erwähnte 1869 Karl Heinrich Ulrichs „Urningslisten“ der Polizei: „Mir wird mitgetheilt, die Berliner Polizei führe geheime Listen und fortlaufende Personalnotizen über mehr als 2000 in Berlin wohnende Urninge.“
1898 wies August Bebel, Vorsitzender der SPD und Unterzeichner der ersten Petition des Wissenschaftlich-humanitären Komitees zur Abschaffung des § 175 im Reichstag darauf hin, dass die Berliner Polizei Listen mit Namen von Homosexuellen führe:

„Die Zahl dieser Personen ist aber so groß und greift so in alle Gesellschaftskreise, von den untersten bis zu den höchsten, ein, daß, wenn die Polizei pflichtmäßig ihre Schuldigkeit thäte, der preußische Staat sofort gezwungen würde, allein, um das Verbrechen gegen § 175, soweit es in Berlin begangen wird, zu sühnen, zwei neue Gefängnißanstalten zu bauen.“

Da eine konsequente Anwendung unmöglich sei, forderte Bebel, den § 175 aus dem Strafgesetzbuch zu streichen.
Die Berliner Homosexuellenliste wurde von Leopold von Meerscheidt-Hüllessem  angelegt, dem Begründer des dortigen Erkennungsdienstes und ersten namentlich bekannten Leiter der Homosexuelleninspektion der Berliner Kriminalpolizei. Hans von Tresckow, sein Nachfolger als Leiter dieser Inspektion, bestätigte im Eulenburg-Prozess, dass auf dem Polizeipräsidium eine Liste der Homosexuellen existiere.
In zeitgenössischen Publikationen gibt es zahlreiche Hinweise auf polizeiliche Homosexuellenlisten, konkrete Angaben fehlen aber. Nach dem WHK soll das Verbrecheralbum Berlin zum Jahresabschluss 1905 Photographien von 663 Päderasten umfasst haben. Die meisten Informationen stammen allerdings aus zweiter Hand. Originale und Akten sind mit einer Ausnahme nicht bekannt. Der letzte Kanzler des Kaiserreichs, Max von Baden, hatte einst selbst als junger Gardeleutnant in Berlin auf einer solchen Liste gestanden.
Im Hauptstaatsarchiv Düsseldorf wurden Akten von mehr als 120 Seiten gefunden. Sie stammen aus den Jahren 1912 bis 1914 und dokumentieren den Versuch des Kölner Hutfabrikanten Albert Mertés, seinen Namen aus den Kölner und Düsseldorfer Homosexuellenlisten löschen zu lassen.

## Zeit des Nationalsozialismus
Die von der Polizei der Weimarer Republik gesammelten Datenbestände fielen nach der Machtergreifung 1933 den Nazis in die Hände. Sie dienten der Gestapo und der Kripo zur Verfolgung der Homosexualität in der Zeit des Nationalsozialismus. Aufgrund dieser historischen Erfahrung blieben Homosexuelle später in der Bundesrepublik außerordentlich sensibel, was die Erfassung ihrer Daten angeht. Bei allen Stapo- und Kripobehörden wurden die einfachen Karteien durch Lichtbildkarteien ergänzt.
Die Anonymität der Sexualpartner, was Namen und private Adressen betraf, konnte auf diese Weise aufgebrochen werden. Aus Düsseldorf wird berichtet, dass der Strichjunge und Erpresser Franz A. die dortige Lichtbildkartei der Homosexuellen durchsehen musste, um Freier und Kollegen zu bezeichnen.
Zusätzlich zu den allgemeinen Datensammlungen über Homosexuelle wurden bei den Polizeistellen Spezialkarteien angelegt, wie zum Beispiel die Strichjungenkartei. Stricher galten als eine besondere Gefahr, da sie für die „Verbreitung“ der Homosexualität mit verantwortlich gemacht wurden.
1936 wurde darüber hinaus in einem Geheimerlass die Errichtung der Reichszentrale zur Bekämpfung der Homosexualität und Abtreibung verfügt. In der Kartei der Reichszentrale sollten nicht alle Homosexuellen erfasst werden. Ihre zentralen Aufgaben waren die Bekämpfung des „Strichjungenunwesens“ und der sogenannten Verführer. Außerdem sollten Informationen über abweichendes sexuelles Verhalten von Mitgliedern der Partei und ihrer Organisationen sowie von politischen Gegnern gesammelt werden. Diese Datensammlung war ein Mittel im politischen Kampf und sollte zusätzlich Schutz vor dem „Eindringen“ der Homosexualität in die eigenen Reihen gewähren.

## Bundesrepublik seit 1945
Entgegen den Hoffnungen vieler Homosexueller blieb § 175 nach 1945 weiter in Kraft, und zwar in der von den Nazis verschärften Fassung. Karteien, die im Krieg nicht vernichtet worden waren, wurden von der Kripo auch in der Bundesrepublik weiter benutzt. 1969, als einvernehmliche homosexuelle Handlungen unter Erwachsenen straffrei gestellt wurden, waren in München 3.000 und in West-Berlin 4.500 Männer karteimäßig erfasst. 

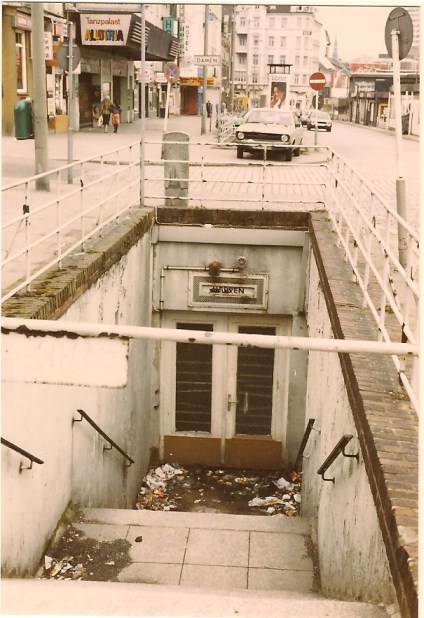
Überwachung Homosexueller in den 1970er Jahren: Klappe Spielbudenplatz in Hamburg (bereits geschlossen, Foto im Frühjahr 1986) - hier zerschlug Corny Littmann 1980 einen Überwachungs-Spiegel

Auch nach diesem Zeitpunkt wurde die Sammlung der Daten von Homosexuellen fortgesetzt. In der Zeitschrift Kriminalistik hatte ein Staatsanwalt kurz vor der Reform des § 175 zu bedenken gegeben:

„Wenn auch der § 175 StGB möglicherweise abgeschafft wird, so wäre doch zu erwägen, ob nicht im Interesse der Allgemeinheit, insbesondere der männlichen Jugend, eine gewisse polizeiliche Registrierung und Überwachung des entsprechenden Personenkreises beibehalten werden sollte. […] Es geht nichts über ein mit griffelspitzischer Sorgfalt geführtes Homosexuellenregister. Denn aus diesen Kreisen, das ist nun einmal nicht zu leugnen, kommen die gefährlichen pädophilen Triebtäter.“

Das Handbuch der Kriminalistik sah noch 1978 die Führung von Homosexuellenkarteien als notwendige Maßnahme zur Wahrnehmung der polizeilichen Sicherungsaufgaben an. Eintragungen im Strafregister wurden nach 1969 tatsächlich gelöscht. Die polizeilichen Datensammlungen wurden allerdings nicht oder nur teilweise vernichtet. Der Datenschutzbeauftragte für Nordrhein-Westfalen bestätigte 1980, dass „eine generelle Bereinigung dieser Altakten nicht stattgefunden“ hat – „wegen des Umfangs des zu überprüfenden Aktenbestands“.
Auch die europäische Polizeibehörde Europol nutzt Informationen über „das Sexualleben einer Person“.

## IGVP-Skandal
Für die Polizeibehörden Bayerns, Thüringens und Nordrhein-Westfalens waren Homosexuelle eine besondere Tätergruppe. Die Ermittler verwendeten ein Computerprogramm mit einem speziellen Register für Schwule und Lesben, ihre Treffpunkte wurden als potenzielle Tatorte klassifiziert.
Die Polizei nutzte seit einiger Zeit ein Vorgangs- und Verwaltungsprogramm namens IGVP, in dem Verkehrsunfälle, Strafanzeigen, Ordnungswidrigkeitenanzeigen und Meldungen mit kompletten Datensätzen von Tätern, Geschädigten und Tatzeugen erfasst wurden. Dieses Programm ermöglichte auch eine Klassifizierung nach dem Merkmal „homosexuell“, das dann wiederum zu einer gezielten Recherche im System genutzt werden konnte. Ans Licht kam diese Datensammlung durch Beschwerde des Verbands lesbischer und schwuler Polizeibediensteter e. V. (Velspol) in Nordrhein-Westfalen im Mai 2005. Nach Angaben des über interne Behördenvorgänge für gewöhnlich gut informierten Vereins nutzte die nordrhein-westfälische Polizei seit einiger Zeit die Software IGVP, in dem die Behörde die Vorkommnisse erfasste. In dem von den Polizeibehörden der drei deutschen Länder Bayern, Nordrhein-Westfalen und Thüringen genutzten Computerprogramm konnten in einer Suchmaske unter der Schlüsselnummer 901 bzw. dem Stichwort *omosex Angaben zum Aufenthalt von Homosexuellen an bestimmten Orten eingegeben und wieder herausgegeben werden. Das Programm wurde von der bayrischen Polizei entwickelt und vertrieben. Dieses Programm ermögliche laut Velspol „auch eine Recherche nach Tatörtlichkeit mit einem einzugebenden Zeitraum“. Dadurch war es kein Problem, zu ermitteln, welche Personen sich wann und wie oft an Schwulentreffpunkten aufgehalten hatten. Außerdem ermöglicht das Programm, Personendaten über Passanten eines der Straßenprostitution dienenden „Strichplatzes“ mit dem dafür vorgesehenen Zahlencode 902 zu verknüpfen. Laut Veröffentlichungen des Spiegel konnten auch Arbeitsämter und Meldestellen auf diese Dateien zugreifen und Personen, die unter *omosex abgelegt waren, identifizieren und beobachten. Laut „Spiegel“ haben die Innenministerien in NRW das Merkmal Aufenthalt von Homosexuellen in der Software „IGVP“ gestoppt, in dem Programm „PVP“, in dem die Datensätze eingegeben werden, sei die Option „Homosexueller“ im Bereich Tätergruppen hingegen weiterhin vorhanden.
Durch schriftliche Aufforderungen seitens VelsPol NRW e. V. wurden die Innenministerien gebeten, die in Rede stehenden Speichermöglichkeiten zu blockieren. Während das Innenministerium in NRW die Schlüsselnummern 901, 902 sowie den Suchbegriff *omosex sperrte, weigerten sich die Länder Bayern und Thüringen zunächst mit der Begründung, dies „diene dem Schutze der Homosexuellen“. Aufgrund des massiven öffentlichen Drucks und anberaumten kleinen Anfragen in den Landtagen sperrten auch diese Länder die Speicherungs- und Suchmöglichkeiten im IGVP. Während die Sachbearbeiter der Polizei in NRW davon keinen Gebrauch gemacht hatten, waren in Bayern und Thüringen bereits entsprechende Datensätze vorhanden, die gelöscht werden mussten.